# 凱塞多尼亞
凱塞多尼亞（西班牙語：Caicedonia）是哥倫比亞的城鎮，位於該國西部，由考卡山谷省負責管轄，距離首府卡利172公里，始建於1910年，面積219平方公里，海拔高度1,100米，2005年人口29,808。

## 外部連結
- （西班牙文） Government of Valle del Cauca: Caicedonia（页面存档备份，存于）
- （西班牙文） Caicedonia official website

4°20′N 75°50′W / 4.333°N 75.833°W